# 휘아데스
휘아데스는 그리스 신화에 등장하는 님프 자매들로, 비를 불러오는 요정들이다. 휘아데스들의 아버지는 아틀라스이며 어머니는 플레이오네 또는 아에트라이다. 대부분의 전승에서 휘아데스들은 휘아스의 누이로 등장하는데, 어떤 전승에서는 휘아데스들의 아버지가 휘아스이며 어머니가 보에오티아라고도 한다. 또한 휘아데스들은 플레이아데스와 헤스페리데스의 자매이다.

## 신화
휘아데스에 얽힌 신화는 그들의 집단적인 이름에 대한 설명과, 비를 불러오는 속성에 대한 이유를 그려 볼 수 있게 해 준다. 휘아스가 사냥에서 사고로 죽었을 때 휘아데스들은 비탄에 잠겨 흐느꼈고, 그들은 별이 되어 하늘로 올라갔다. 이것이 황소자리의 머리 부분에 있는 휘아데스 성단이다.